# 唐树备
唐树备（1931年—），男，上海人，中华人民共和国政治人物，中國大陸與台灣兩岸「和平會談」的重要歷史人物。

## 生平
1949年后，唐树备历任上海市总工会干事，《福建日报》社资料员、编辑、记者站站长。
1955年，唐树备奉派赴越南河内，担任《新越华报》社编辑组组长。
1957年后，历任中国新闻社广播部编辑组组长，外交部领事司科员、副处长，中华人民共和国驻日本国大使馆一等秘书、领事部主任，外交部领事司处长，中国驻美国旧金山总领事、驻美国使馆公使。
1988年，唐树备任外交部台湾事务办公室主任。1989年，任国务院台湾事务办公室副主任。
1993年，任海峡两岸关系协会常务副会长，中国人民政治协商会议全国委员会祖国统一联谊委员会副主任。
1998年，继续任中共中央台湾工作办公室、国务院台湾事务办公室副主任。
唐树备是中国人民政治协商会议第八、九届全国委员会常务委员，第九届全国政协港澳台侨委员会副主任委员。

## 對兩岸和平的歷史貢獻
- 唐焦會談 : 1994年1月31日到2月5日、1994年8月4日至8月7日，海協常務副會長唐樹備與海基會副董事長兼秘書長焦仁和先後在北京、臺北對等進行二度唐焦會談，就如何落實《汪辜會談共同協議》及後續事務性協商問題進行會談，兩度唐焦會談後，1994年8月24日，依《兩會聯繫與會談制度協議》第五條通過訂定《兩會商定會務人員入出境往來便利辦法》。[3][4][2]
- 1994年8月4日，大陸海協會副會長唐樹備首度來台，民進黨和獨派滿腔怒火，唐樹備班機都還沒降落桃園，機場外已經上演激情抗爭。少數民眾火燒五星旗，數百人包圍機場，遲遲不見唐樹備，獨派群眾怒氣無處發洩，和對立的統派團體，就在機場拳腳開打。為了讓唐樹備安全抵達台灣，原本他要搭當天下午2點50分的班機，但李登輝政府國安單位驚覺有獨派民眾偷渡上同班飛機，起飛前一刻，計畫快閃換搭下一班。到了台北，走最隱密的海關地下室到「21號國賓門」，讓媒體與抗議民眾完全撲空。李登輝政府要求警方啟動「海安六號」演習，機場部署上千警力，甚至調度兩架直昇機在停機坪應變，如果群眾抗爭場面失控，就計畫安排唐樹備搭直升機空降台北市這道最後手段，所幸沒有派上用場。[5]
- 1994年8月7日，雖然在機場唐樹備安然過關，但三天後他到達「新竹科學園區」參訪，卻被抗議民眾堵住唯一通道，民眾攔住座車，激動拆掉座車雨刷，透明車窗內近身領受震撼，但唐樹備露齒禮貌微笑，最後靠大批警力清理道路，順利脫身。前海協會副會長唐樹備當時說：「這些人並不代表大多數人的意見，所以我並不重視這些人的意見。這些人的反應、作法不理性。他們不足以代表大多數人，他們只是極少數人的一種情緒性反應，大多數人是贊成兩岸關係和平發展的，贊成兩岸和平會談的，所以我看到他們情緒激盪的時候，看到他們不禮貌的包圍我的時候，我並不在意。我認為那是極少數人，不理性的行為，儘管我認為這不是待客之道，我依然回應以微笑。」[5][6]